# ガザ包囲戦
ガザ包囲戦は、紀元前332年にアレクサンドロス3世のエジプト遠征中に生じた戦いである。
ガザ包囲戦の間、アレクサンドロスはティール包囲戦で使った兵器を使用することで城壁に到達した。3か月にわたる攻城戦が失敗した後、この城塞は強襲によって奪われた。
ガザの要塞の司令官であるバティスはペルシャの王であるダレイオス3世が新たな軍を立ち上げるまでの間、野戦でアレクサンドロスによる征服からエジプトを守ることを期待された。この要塞は砂漠の端の高地にあり、周辺地域を容易に支配する事が出来た。この要塞はペルシャの州であるシリアからエジプトへと向かう主要な道路を管理していた。この都市は19メートルほどの高地に位置しており、反体制側の温床となってさえ、伝統的に周辺地域の支配を行っていた。バティスはアレクサンドロスがティールにて勝利した時、アレクサンドロスが海岸に沿って南下することに気づいた。そのため、彼は長期の包囲に備えて、ガザに食料を備蓄した。彼はアレクサンドロスがペルシャ領内に侵入する前に全地中海沿岸を征服しようとしていることに恐らく気付いていた。

## 包囲
アレクサンドロスがこの地に到着した時、彼はガザの南に宿営地を設置し、南の城壁が一番脆弱であると推測した。南の城壁に近づいて、アレクサンドロスはこの都市に侵入するための土手を造り始めた。ガザは天然の要塞であったため、技術者たちは土手を作ることが出来ないと考えていたにもかかわらず、この土手は速やかに造られたと言われている。
この包囲戦のある日、ガザ人が包囲しながら土手を形成しているマケドニア軍に対して突撃を仕掛けた。アレクサンドロスはこの反撃に対して、盾を持って防御したが、肩を負傷した。アッリアノスによれば、残りの土手はその後すぐに完成し、ガザ全体を囲った。この後しばらくして、ティールからの攻城兵器が到着し、戦いに投入された。この後マケドニア軍によって城壁の主要な部分が破壊された。3か月の攻城戦により、ついにこの都市に入城したが、ガザ人は抵抗した。

## 結果
バティスはアレクサンドロスへの降伏を拒否した。ガザが奪われた時、男は剣を取り上げられ、女と子供は奴隷として売られた。
ローマの歴史家のクイントス・クルティウス・ルフスによれば、アレクサンドロスはアキレウスのヘクトールの扱いを真似て、バティスを殺害した。バティスはロープを足首にくくりつけられて、生きたまま都市の城壁をチャリオットで引き釣り回された。アレクサンドロスは敵から勇敢さを賞賛され、勇敢なペルシャの将軍には寛大な処置を見せる傾向があった。しかしバティスが跪くことを拒絶し、敵の司令官として高慢な沈黙を保ったまま無礼な態度を取ったため、アレクサンドロスは激怒した。
ガザ包囲戦の結果、アレクサンドロスはガザのバティスによって北方から連絡船を絶たれる心配無く、さらに南のエジプトへ安全に進軍できた。